# Norashen (Hadrut)
Norashen (in armeno Նորաշեն?) o Günəşli (in azero Günəşli) è una piccola comunità rurale del distretto di Xocavənd in Azerbaigian, facente parte fino al 2020 della regione di Hadrowt' nella repubblica di Artsakh, già repubblica del Nagorno Karabakh, situata in zona sostanzialmente pianeggiante a poca distanza dal capoluogo regionale Hadrowt'.
Secondo il censimento del 2015 contava poco più di cento abitanti.

## Storia
Durante il periodo sovietico, il villaggio faceva parte del distretto di Hadrut dell'Oblast' Autonoma del Nagorno Karabakh. Dopo la Prima guerra del Nagorno Karabakh, il villaggio fu amministrato come parte della regione di Hadrut della Repubblica separatista di Artsakh. Il villaggio venne ricostruito dopo la guerra e nel settembre 2006 fu costruita una nuova scuola.
Il villaggio passò sotto il controllo dell'Azerbaigian il 20 ottobre 2020, durante la guerra del Nagorno Karabakh del 2020.

## Monumenti e luoghi d'interesse
Siti del patrimonio storico nel villaggio e nei suoi dintorni includono khachkar risalenti al periodo compreso tra il IX e l'XI secolo, un cimitero del XIX secolo e la chiesa di Hin Norashen (armeno: Հին Նորաշեն, "Vecchia Norashen") costruita nel 1893.